# Mickey egér klubja
A Mickey egér klubja (eredeti cím: Disney's House of Mouse) amerikai televíziós rajzfilmsorozat, amelyet a Walt Disney Television Animation készített. Amerikában 1999 és 2003 között az ABC vetítette, majd a Toon Disney sugározta. Magyarországon az RTL Klub adta le.

## Ismertető
Mickey egy olyan klub vezetője, ahol minden Walt Disney-figura vendég. A klubban Mickey az idő nagy részében rajzfilmekkel szórakoztatja a közönséget. A színpadon Donald Kacsa unokaöccsei is zenélnek és Goofy, a pincér szolgálja ki a vendégeket. Mickey-nek a klub vezetésében Donald, Daisy, Minnie, Pluto segítenek. Különös dolgok történnek a klubban.

## Szereplők
- Mickey – A klub vezetője.
- Minnie – Mickey segítője.
- Donald – Feladatokat végez a klubban.
- Daisy – Segít a klubban.
- Goofy – Pincér a klubban.
- Pluto – Mickey segítője.
- Pete – Olykor ellenkezik Mickey-vel.
- Clarabel – Énekel a klubban.
- Max – Segít Goffynak a kiszolgálásban.
- Figaro – Játszik Plutoval a klubban.
- Mortimer – Olykor szembeszáll Mickey-vel.
- Ludwig Von Drake – Kísérleteket mutat be a klubban.
- Niki / Tiki / Viki – Zenélnek a színpadon.
- Dagobert bácsi – Egy alkalommal árakban segített spórolni a klubban.

## Magyar hangok

### Főszereplők
- Mickey egér – Wayne Allwine (Rajkai Zoltán)
- Mikrofon Mike – Rod Roddy (Dolmány Attila)
- Donald kacsa – Tony Anselmo (Bolba Tamás)
- Goofy – Bill Farmer (Szombathy Gyula)
- Pluto – Bill Farmer (Zágoni Zsolt)
- Daisy – Tress MacNeille/Diane Michelle (Orosz Anna)
- Minnie egér – Russi Taylor (Györgyi Anna)
- Niki / Tiki / Viki – Tony Anselmo (Pogány Judit)
- Pete – Jim Cummings (Koroknay Géza)
- Horace Horsecollar – Bill Farmer (Kálid Artúr, Kardos Gábor)

### Mellékszereplők
- Kismalac – Bill Farmer (Fekete Zoltán)
- Ludwig Von Drake – Corey Burton (Dobránszky Zoltán)
- Ranger – Corey Burton (Harsányi Gábor)
- Subidám és Subidum – Corey Burton (Kossuth Gábor)
- Bolond kalapos – Corey Burton (Schnell Ádám)
- Zeusz – Corey Burton (Kristóf Tibor)
- Morgó – Corey Burton (Garas Dezső)
- Hook kapitány – Corey Burton (Kőszegi Ákos)
- Fehér nyúl – Corey Burton (Verebély Iván)
- Chief O'Hara – Corey Burton (Kocsis György)
- Kék tündér – Russi Taylor (Kovács Nóra)
- Fauna – Russi Taylor
- Szívkirálynő – Tress MacNeille (Némedi Mari)
- Chip – Tress MacNeille (Vándor Éva)
- Dale – Tress MacNeille (Scherer Péter)
- Clarabelle – April Winchell (Molnár Piroska)
- Pelikán – April Winchell
- Cenzor majom #1 – Jim Cummings (Dévai Balázs)
- Cenzor majom #2 – Jim Cummings (Hajdu Steve)
- Csúnya rossz farkas – Jim Cummings (Hollósi Frigyes)
- Humphrey, a medve – Jim Cummings (Gruber Hugó)
- Zeke – Jim Cummings (Ujlaki Dénes)
- Ed, a hiéna – Jim Cummings
- Menyét – Jim Cummings (Csuha Lajos)
- Ká – Jim Cummings
- Gus – Frank Welker
- Butch, a buldog – Frank Welker (Faragó András)
- Abu – Frank Welker
- Figaro – Frank Welker
- Dodger – Frank Welker
- Pegazus – Frank Welker
- Oroszlán – Frank Welker
- Cri-Kee – Frank Welker
- Mr. Toad – Jeff Bennett (Verebély Iván)
- Bűvész egér – Jeff Bennett (Bácskai János)
- Dennis, a kacsa – Jeff Bennett
- Mortimer – Maurice LaMarche (Karácsonyi Zoltán)
- Hablaty – Maurice LaMarche (Szombathy Gyula)
- Timon – Kevin Schon (Vincze Gábor Péter)
- Vidor – Kevin Schon (Dobránszky Zoltán)
- Pumbaa – Ernie Sabella (Melis Gábor)
- Jafar – Jonathan Freeman (Melis Gábor)
- Varázstükör – Tony Jay (Sinkó László)
- Sir Kán – Tony Jay
- Osztriga – Tony Jay
- Hádész – James Woods (Kulka János)
- Mushu – Mark Moseley (Kálloy Molnár Péter)
- Lumiere – Jerry Orbach (Balázs Péter)
- Szörnyeteg – Robby Benson (Szabó Sipos Barnabás, Pálfai Péter)
- Szörnyella De Frász – Susanne Blakeslee (Halász Aranka)
- Max – Jason Marsden – (Előd Álmos)
- Füles – Peter Cullen (Kun Vilmos)
- Jago – Gilbert Gottfried (Kassai Károly)
- Pánik – Matt Frewer (Bartucz Attila)
- Bimbette – Kath Soucie
- Perdita – Kath Soucie (Györgyi Anna)
- Sebastian – Samuel E. Wright (Vass Gábor)
- Pech – Bobcat Goldthwait (Kerekes József)
- Hamupipőke – Jennifer Hale (F. Nagy Erika)
- Csipkerózsika – Jennifer Hale
- Willie, az óriás – Will Ryan (Sótonyi Gábor)
- Gaston – Richard White (Vincze Gábor Péter)
- Thomas O'Pamacska – Steven Curtis Chapman (Vizy György)
- Pinokkió – Michael Welch (Baradlay Viktor)
- Mesélő – John Cleese (Bács Ferenc, Konrád Antal, Szombathy Gyula)
- Mrs. Turtle – Estelle Harris (Szilágyi Zsuzsa)
- Ariel – Jodi Benson (Oszvald Marika)
- Belle – Jodi Benson (Kocsis Judit)
- Tücsök Tihamér – Eddie Carroll (Józsa Imre)
- Boszorkány – Louise Chamis (Szabó Éva)
- Malacka – John Fiedler (Földessy Margit)
- Hófehérke – Carolyn Gardner (Oroszlán Szonja)
- Tik-Tak úr – David Ogden Stiers
- Aladdin – Scott Weinger (Bolba Tamás)
- Panchito – Carlos Alazraqui (Háda János)
- Ursula – Pat Carroll
- John herceg – Kevin Michael Richardson (Kristóf Tibor, Palóczy Frigyes)
- Dagobert bácsi – Alan Young (Kenderesi Tibor)
- Pongo – Michael Bell (Szolnoki Tibor)
- Merlin – Hamilton Camp (Vizy György, Palóczy Frigyes)
- Roger nyúl – Charles Fleischer
- Angyal Pluto – Eric Idle (Zágoni Zsolt)
- Ördög Pluto – Penn Jillette (Zágoni Zsolt)
- Geppetto – Tony Pope (Dobránszky Zoltán)
- Szimba – Cam Clarke (Stohl András)
- José Carioca – Rob Paulsen (Végh Péter)
- Alice – Kathryn Beaumont
- Pán Péter – Blayne Weaver (Simonyi Balázs)
- Rádióbemondó – (Kassai Károly)
- Főnök – (Szabó Győző)
- Carney voice – (Salinger Gábor)
- Donald ügynöke – (Láng Balázs)
- Börtönőr / Mikulás – (Kránitz Lajos)